# Oświata w Australii

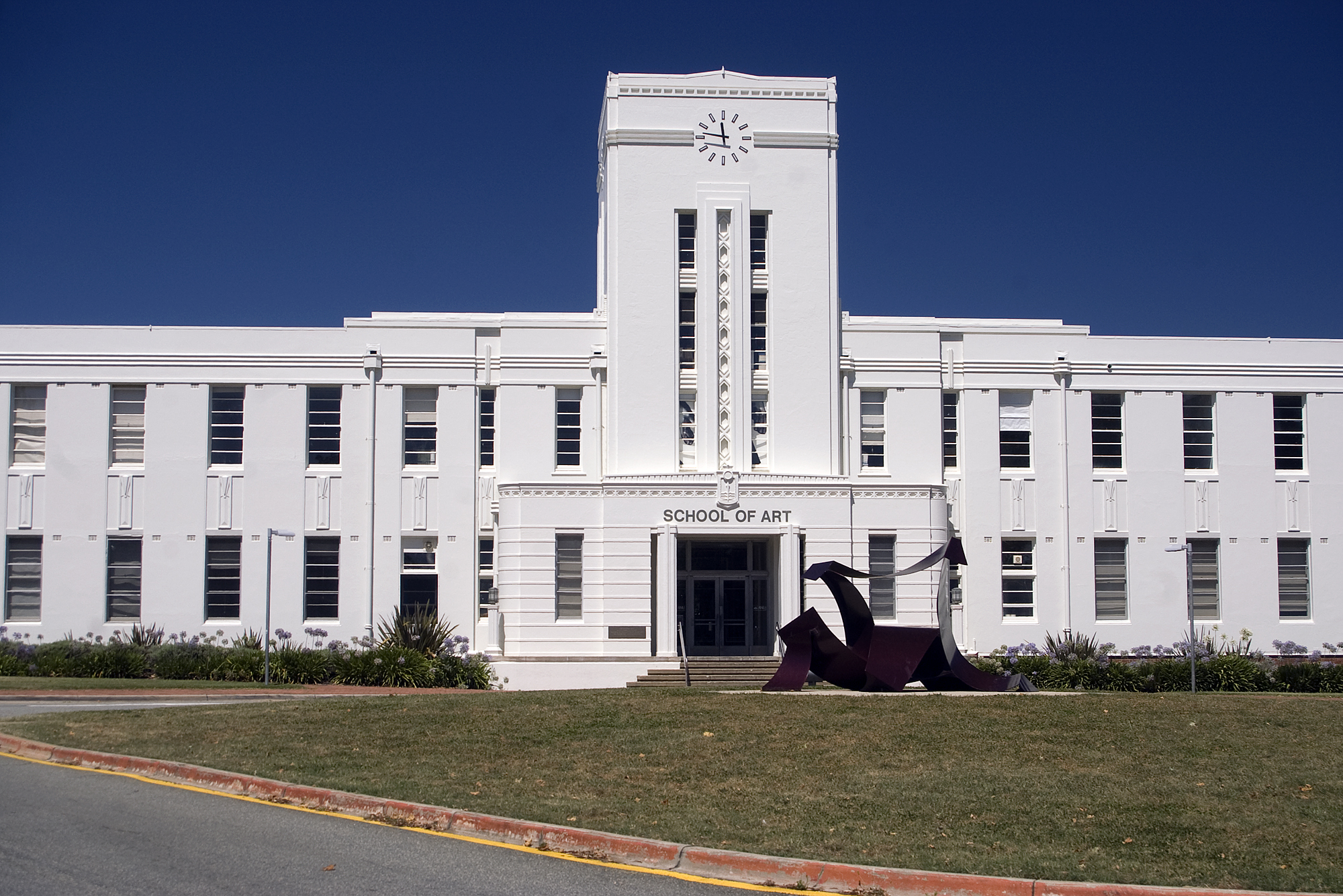
Australian National University - college sztuki

W Australii edukacja jest obowiązkowa od 6. do 15. roku życia. 
Samorządy stanowe finansują szkoły szczebla podstawowego i średniego, większość szkół tych szczebli to bezpłatne szkoły państwowe. 
Rząd federalny finansuje szkolnictwo wyższe, oparte na tradycjach brytyjskich. Najstarszą (jedną z 4 działających) akademią naukową jest Australijska Akademia Nauk Społecznych założona w 1971 roku. Najstarszym spośród 36 uniwersytetów stanowych, jest Uniwersytet w Sydney założony w 1850 roku. Od 1946 roku działa też federalny Australian National University w Canberze. W Australii działają także liczne towarzystwa naukowe.
W 1992 roku na australijskich uczelniach studiowało 559 tys. studentów.